# Gundam - Origini
Gundam - Origini (機動戦士ガンダム: THE ORIGIN?, Kidō senshi Gandamu: The Origin) è un manga, adattamento originale della serie televisiva anime Mobile Suit Gundam, scritto e disegnato da Yoshikazu Yasuhiko, il character designer della serie TV, e da Kunio Ōkawara, che anche qui si occupa del mecha design. Esso è stato serializzato dalla Kadokawa Shoten sulla rivista Gundam Ace dal 25 giugno 2001 al 25 giugno 2011 e in seguito raccolto in 23 volumi tankōbon. L'edizione italiana è stata pubblicata da Star Comics tra il 1º ottobre 2004 e il 24 maggio 2012.
Gundam - Origini costituisce qualcosa di diverso rispetto a una semplice trasposizione a fumetti dell'anime originale, in quanto approfondisce gli antefatti e i retroscena degli avvenimenti e dei personaggi principali, modificando notevolmente diverse sottotrame e inventandone di nuove. Inoltre gli autori si sforzarono di conferire alla storia un ancora maggiore realismo, pur creando così molte discrepanze rispetto alla narrazione televisiva, sia nel rendere la tecnologia, che nel presentare gli eventi.
Nel 2015 la Sunrise ne ha tratto una trasposizione in un OAV di quattro episodi, distribuiti tra il 28 febbraio 2015 e il 19 novembre 2016. Una seconda stagione di due episodi è iniziata il 2 settembre 2017 e si è conclusa il 5 maggio 2018. L'anime è edito in italiano da Dynit col titolo Mobile Suit Gundam: The Origin, oltre ad essere stata disponibile in tutto il mondo sulla piattaforma a pagamento Daisuki, fino alla chiusura della stessa, ed essere disponibile su Prime Video dall'autunno 2020.

## Trama
Per risolvere il problema del sovraffollamento e della carenza energetica sulla Terra, l'umanità ha iniziato a colonizzare lo spazio, creando un numero di insediamenti denominati Side, e dando così inizio all'epoca conosciuta come Universal Century. Nell'anno U.C. 79 la colonia di Side 3, Zeon, dichiara la sua indipendenza dalla Federazione Terrestre, segnando il debutto della guerra di un anno. Amuro Ray è un ragazzo che vive a Side 7, una colonia fino a quel punto risparmiata dalla guerra, ma scelta dalla Federazione per svolgere un programma militare segreto. Quando le forze di Zeon vengono a sapere delle intenzioni dei federali, inviano una squadra di robot da combattimento mobile suit per intralciare i loro piani. Nei combattimenti che seguono su Side 7, Amuro scopre il prototipo di mobile suit terrestre RX-78 Gundam e riesce istintivamente a pilotarlo per distruggere gli attaccanti, mettendo in fuga perfino l'asso militare di Zeon, Char Aznable.
In seguito, Amuro entra nell'esercito tra le file dell'equipaggio della corazzata spaziale Base Bianca, punta di diamante delle forze della Federazione e costante spina nel fianco di Zeon, e diviene un pilota esperto. Egli inoltre sviluppa delle abilità latenti da newtype, poteri psichici nati dall'evoluzione dell'uomo nello spazio.

## Sviluppo
Yoshikazu Yasuhiko era stato il character designer della serie televisiva anime Mobile Suit Gundam. Lavorando sotto Yoshiyuki Tomino, l'artista si era trovato alcune volte in disaccordo con il regista, ma aveva dovuto modificare le sue idee per rispettare la volontà di Tomino. Egli era inoltre insoddisfatto che molti fan dell'anime avessero travisato il messaggio originale dell'opera, non cogliendo le allusioni alla necessità di comunicare e di capirsi a vicenda ma interpretandola piuttosto come un'apologia della guerra. Quando l'amministratore delegato di Sunrise, Takayuki Yoshi, e il suo predecessore, Koji Yamaura, gli chiesero di dedicarsi a una riscrittura dell'anime originario in forma di manga, accettò quindi di buon grado.
Gundam - Origini ripercorre fedelmente gli eventi della serie televisiva, ma adottando il punto di vista di Yasuhiko, le cui modifiche sono tese a migliorare e completare la storia originaria. Egli si sforzò di accostare alle scene di battaglia e di azione anche una dimensione più introspettiva, presentando in modo dettagliato «i rapporti tra i personaggi principali e i loro amici e familiari», e introdusse delle modifiche rivolte soprattutto ad aggiornare alcuni elementi della storia per il pubblico principale al quale esso era destinato, ossia il pubblico americano:Amuro Ray non pilota il Gundam utilizzando il manuale di pronto impiego del robot, ma si affida al computer di bordo e ai dati che ha precedentemente hackerato dal PC del padre ingegnere militare, alcuni episodi avvengono in un ordine più razionale, mentre viene suggerito da subito che lo stesso Progetto V per lo sviluppo dei mobile suit federali sia qualcosa di molto più ampio che non i tre prototipi presenti su Side 7 visti nell'anime del 1979. Entrambe le fazioni in guerra, inoltre, possiedono mobile suit dall'inizio della storia, con Amuro che pilota il Gundam RX-78-2 e interviene a combattere i due Zaku II solo dopo che un pilota più esperto a bordo del RX-78-1 viene sconfitto.
Nel manga, Yasuhiko inserì un lungo excursus sul background di alcuni dei personaggi principali e sugli eventi che portarono alla guerra di un anno. In particolare l'autore sentiva che il passato di Char Aznable e Sayla Mass era stato trascurato da Tomino e che, sebbene fossero diventati personaggi molto popolari, la mancata esposizione delle motivazioni che li spingevano aveva fatto sì che venissero equivocati dal pubblico. Questo arco narrativo, denominato dall'autore Cronache di Char e Sayla, è la parte a cui Yasuhiko si affezionò di più e che è stata inizialmente scelta per essere adattata in anime.

## Media

### Manga
Gundam Origin è stato scritto e illustrato da Yoshikazu Yasuhiko, il character designer della serie originale, in collaborazione con Kunio Ōkawara al mecha design. Il manga è stato pubblicato in Giappone dal 25 giugno 2001 al 25 giugno 2011 sulla rivista mensile Gundam Ace della Kadokawa Shoten e in seguito raccolto in 23 volumi tankōbon, editi tra il 29 maggio 2002 e il 24 novembre 2011. Il 26 febbraio 2015 è stato pubblicato un 24º volume, contenente dei capitoli spin-off incentrati su Char Aznable, Amuro Ray e Sayla Mass e disegnati dall'autore dopo la conclusione della storia principale. Il successo incontrato ha favorito una riedizione del manga in formato aizōban; la ristampa è composta da 12 albi corrispondenti a due tankōbon ciascuno, con copertine rigide e un centinaio di pagine a colori, invece delle canoniche cinque.
L'edizione italiana, che riproduce l'edizione tankōbon giapponese, è stata curata dalla Star Comics, con la traduzione di Rie Zushi e l'adattamento di Guglielmo Signora. La pubblicazione è iniziata il 1º ottobre 2004 con il primo volume e si è conclusa con il 23º il 24 maggio 2012. L'edizione presenta, oltre alle pagine a colori degli albi originali, anche quelle apparse solo nella serializzazione su rivista. Negli Stati Uniti il manga era stato licenziato alla Viz Media, ma la pubblicazione è stata interrotta dopo 12 uscite, corrispondenti ai primi sei tankōbon giapponesi, a causa degli alti costi e delle basse vendite. In seguito Vertical ha curato un adattamento in lingua inglese, corrispondente alla versione aizōban giapponese e pubblicato tra il 26 marzo 2013 e il 17 dicembre 2015. L'opera è pubblicata anche in francese da Pika Édition, in spagnolo da Norma Editorial e in cinese da Kadokawa Taiwan Corporation.

Copertina del primo DVD dell'edizione italiana della serie anime

| Nº | Titolo italiano Giapponese 「Kanji」 - Rōmaji                       | Data di prima pubblicazione             | Data di prima pubblicazione |
| Nº | Titolo italiano Giapponese 「Kanji」 - Rōmaji                       | Giapponese                              | Italiano                    |
| 1  | Inizio 「始動編」 - Shidō hen                                       | 29 maggio 2002 ISBN 978-4-04-713453-9   | 1º ottobre 2004             |
| 1  | Capitoli Section I-IV                                               |                                         |                             |
| 2  | Battaglia 「激闘編」 - Gekitō hen                                   | 23 luglio 2002 ISBN 978-4-04-713503-1   | 2 dicembre 2004             |
| 2  | Capitoli Section I-IV                                               |                                         |                             |
| 3  | Garma 「ガルマ編・前」 - Garuma hen: mae                            | 22 novembre 2002 ISBN 978-4-04-713518-5 | 2 febbraio 2005             |
| 3  | Capitoli Section I-IV                                               |                                         |                             |
| 4  | Garma II 「ガルマ編・後」 - Garuma hen: nochi                       | 20 marzo 2003 ISBN 978-4-04-713545-1    | 4 aprile 2005               |
| 4  | Capitoli Section V-VIII                                             |                                         |                             |
| 5  | Ramba Ral 「ランバ・ラル編・前」 - Ranba Raru hen: mae              | 24 luglio 2003 ISBN 978-4-04-713557-4   | 3 giugno 2005               |
| 5  | Capitoli Section I-III + Extra Section                              |                                         |                             |
| 6  | Ramba Ral II 「ランバ・ラル編・後」 - Ranba Raru hen: nochi         | 24 marzo 2004 ISBN 978-4-04-713611-3    | 18 ottobre 2005             |
| 6  | Capitoli Section IV-VIII                                            |                                         |                             |
| 7  | Jaburo 「ジャブロー編・前」 - Jaburō hen: mae                       | 23 luglio 2004 ISBN 978-4-04-713647-2   | 21 dicembre 2005            |
| 7  | Capitoli Section I-IV                                               |                                         |                             |
| 8  | Jaburo II 「ジャブロー編・後」 - Jaburō hen: nochi                  | 22 novembre 2004 ISBN 978-4-04-713680-9 | 23 marzo 2006               |
| 8  | Capitoli Section V-IX                                               |                                         |                             |
| 9  | Char e Sayla 「シャア・セイラ編・前」 - Shā Seira hen: mae          | 22 aprile 2005 ISBN 978-4-04-713714-1   | 24 luglio 2006              |
| 9  | Capitoli Section I-IV                                               |                                         |                             |
| 10 | Char e Sayla II 「シャア・セイラ編・前」 - Shā Seira hen: nochi     | 24 agosto 2005 ISBN 978-4-04-713746-2   | 23 novembre 2006            |
| 10 | Capitoli Section V-IX                                               |                                         |                             |
| 11 | L'inizio delle ostilità 「開戦編・前」 - Kaisen hen: mae            | 21 dicembre 2005 ISBN 978-4-04-713771-4 | 26 marzo 2007               |
| 11 | Capitoli Section I-IV                                               |                                         |                             |
| 12 | L'inizio delle ostilità II 「開戦編・後」 - Kaisen hen: nochi       | 21 aprile 2006 ISBN 978-4-04-713805-6   | 27 agosto 2007              |
| 12 | Capitoli Section V-VIII                                             |                                         |                             |
| 13 | Loum 「ルウム編・前」 - Rūmu hen: mae                               | 21 luglio 2006 ISBN 978-4-04-713850-6   | 26 novembre 2007            |
| 13 | Capitoli Section I-IV                                               |                                         |                             |
| 14 | Loum II 「ルウム編・後」 - Rūmu hen: nochi                          | 21 dicembre 2006 ISBN 978-4-04-713883-4 | 26 marzo 2008               |
| 14 | Capitoli Section V-VIII                                             |                                         |                             |
| 15 | Odessa 「オデッサ編・前」 - Odessa hen: mae                         | 24 maggio 2007 ISBN 978-4-04-713920-6   | 28 luglio 2008              |
| 15 | Capitoli Section I-V                                                |                                         |                             |
| 16 | Odessa II 「オデッサ編・後」 - Odessa hen: nochi                    | 21 novembre 2007 ISBN 978-4-04-713987-9 | 26 novembre 2008            |
| 16 | Capitoli Section VI-XI                                              |                                         |                             |
| 17 | Lalah 「ララァ編・前」 - Rarā hen: mae                              | 24 giugno 2008 ISBN 978-4-04-715075-1   | 26 maggio 2009              |
| 17 | Capitoli Section I-V                                                |                                         |                             |
| 18 | Lalah II 「ララァ編・後」 - Rarā hen: nochi                         | 24 dicembre 2008 ISBN 978-4-04-715145-1 | 25 novembre 2009            |
| 18 | Capitoli Section VI-XI                                              |                                         |                             |
| 19 | Solomon 「ソロモン編・前」 - Soromon hen: mae                       | 24 giugno 2009 ISBN 978-4-04-715260-1   | 25 maggio 2010              |
| 19 | Capitoli Section 0-V                                                |                                         |                             |
| 20 | Solomon II 「ソロモン編・後」 - Soromon hen: nochi                  | 22 gennaio 2010 ISBN 978-4-04-715285-4  | 23 settembre 2010           |
| 20 | Capitoli Section VI-X                                               |                                         |                             |
| 21 | Lampi nello spazio 「ひかる宇宙編・前」 - Hikaru uchū hen: mae      | 21 luglio 2010- ISBN 978-4-04-715482-7  | 24 gennaio 2011             |
| 21 | Capitoli Section I-VI                                               |                                         |                             |
| 22 | Lampi nello spazio II 「ひかる宇宙編・後」 - Hikaru uchū hen: nochi | 24 febbraio 2011 ISBN 978-4-04-715601-2 | 24 novembre 2011            |
| 22 | Capitoli Section VII-XI                                             |                                         |                             |
| 23 | Incontri nello spazio 「めぐりあい宇宙編」 - Meguriai uchū hen      | 24 novembre 2011 ISBN 978-4-04-715770-5 | 24 maggio 2012              |
| 23 | Capitoli Section I-V                                                |                                         |                             |

### Anime
Lo studio di animazione Sunrise nel 2011 annunciò un progetto per adattare il manga in anime. In particolare, fu pianificata l'animazione del passato di Casval e Artesia e degli antefatti alla Guerra di un anno contenuti nei volumi dal 9 al 12 del fumetto, riarrangiando i contenuti in una serie OAV di quattro episodi, con proiezioni in anteprima in un numero limitato di sale nipponiche. Il primo episodio, Blue Eyed Casval (青い瞳のキャスバル?, Aoi hitomi no Kyasubaru), è stato proiettato dal 28 febbraio e commercializzato per il mercato home video dal 24 aprile 2015. Il secondo, Artesia's Sorrow (哀しみのアルテイシア?, Kanashimi no Aruteishia), ha debuttato il 31 ottobre ed è stato messo in commercio dal 26 novembre 2015. Il terzo, Dawn of Rebellion (暁の蜂起?, Akatsuki no hōki), è stato reso disponibile al cinema e per lo streaming dal 21 maggio e in DVD e Blu-ray dal 10 giugno 2016. Il quarto e ultimo episodio, Eve of Destiny (運命の前夜?, Unmei no zenya), ha debuttato il 19 novembre per poi essere distribuito in home video dal 9 dicembre 2016.
L'anime è edito in Italia da Dynit. Il primo episodio è stato proiettato al cinema il 23 e 24 giugno 2015 e reso disponibile in DVD e Blu-ray dal 28 ottobre 2015 in edizione semplice e First Press; quest'ultima contenente anche i trailer, un quaderno con disegni preparatori per lo storyboard e un booklet con schede sui personaggi e approfondimenti. Il secondo episodio è stato commercializzato dall'11 marzo 2016, il terzo dal 26 ottobre 2016 e il quarto dal 1º marzo 2017. La serie è stata resa disponibile in tutto il mondo, eccetto Giappone e Cina, in simulcast sulla piattaforma a pagamento Daisuki, con doppiaggio giapponese e inglese e sottotitoli in inglese, francese, tedesco, coreano e cinese tradizionale e semplificato.
Una seconda stagione di due episodi, incentrata sull'arco narrativo della battaglia di Loum, è iniziata il 2 settembre 2017 e si è conclusa il 5 maggio 2018. Yoshikazu Yasuhiko aveva affermato di essere intenzionato a continuare l'adattamento per trasporre anche la guerra di un anno, ma con l'uscita del sesto episodio lo staff ha annunciato la fine del progetto.
| Nº | Titolo italiano Giapponese 「Kanji」 - Rōmaji | Prima visione                                           | Prima visione                                        |
| Nº | Titolo italiano Giapponese 「Kanji」 - Rōmaji | Giapponese                                              | Italiano                                             |
| 1  | I: Blue Eyed Casval 「I 青い瞳のキャスバル」 - I Aoi hitomi no Kyasubaru | 28 febbraio 2015 (cinema) 24 aprile 2015 (home video)   | 23 giugno 2015 (cinema) 28 ottobre 2015 (home video) |
| 1  | Universal Century 0068. Mentre pronuncia il discorso di indipendenza della Repubblica autonoma di Munzo dalla Federazione terrestre, il leader Zeon Zum Deikun viene colto da un malore improvviso che lo porta alla morte. Questo scatena una serie di rivolte nella colonia contro la Federazione, mentre Jimba Ral addita la famiglia Zabi di cospirazione. Nonostante i suoi sforzi, gli Zabi raccolgono consensi e il capofamiglia e consigliere di Deikun, Degwin Sodo Zabi, prende il potere. Per tenere sotto controllo la famiglia di Deikun, Degwin ordina che la compagna, Astraia, e i due figli, Casval e Artesia, vengano confinati in una torre; ma Ramba Ral e Crowley Hamon riescono a far imbarcare i bambini, insieme a Jimba Ral, su una nave cargo e a spedirli sulla Terra, in modo da metterli al sicuro dal regime degli Zabi. |                                                         |                                                      |
| 2  | II: Artesia's Sorrow 「II 哀しみのアルテイシア」 - II Kanashimi no Aruteishia | 31 ottobre 2015 (cinema) 26 novembre 2015 (home video)  | 11 marzo 2016                                        |
| 2  | Sono passati tre anni da quando Casval, Artesia e Jimba sono fuggiti sulla Terra e hanno trovato ospitalità nel castello di Don Teabolo Mass in Andalusia; Teabolo adotta i bambini chiamandoli Edward e Sayla. Dopo che un gruppo di sicari assoldati da Kycilia Zabi ferisce Teabolo e uccide Jimba, la compagnia Yashima si offre di trasferire Teabolo e i ragazzi nella Texas Colony di Loum. Qui essi fanno la conoscenza di Char Aznable, un ragazzo coetaneo e fortemente somigliante a Edward, ma devono anche apprendere la triste notizia della morte della madre Astraia. Nel frattempo Dozle Zabi mette al corrente Ramba Ral di un progetto segreto per la creazione di robot da combattimento a Munzo, ora rinominata Zeon. Mentre Char si appresta a studiare all'accademia militare di Zeon, Edward si congeda da Sayla affermando di volersi iscrivere all'accademia militare di Loum. |                                                         |                                                      |
| 3  | III: Dawn of Rebellion 「III 暁の蜂起」 - III Akatsuki no hōki | 21 maggio 2016 (cinema) 10 giugno 2016 (home video)     | 26 ottobre 2016                                      |
| 3  | Contrariamente a quanto detto a sua sorella, Edward intende andare a Zeon con Char, ma una pistola nella valigia di Char crea loro delle difficoltà ai controlli per la sicurezza e, su proposta di Edward, i due si scambiano i vestiti così che Char possa prendere il volo designato. L'aeronave è però sabotata da agenti Zabi, e Edward, creduto morto nell'incidente, assume l'identità di Char e inizia la sua formazione all'accademia militare di Zeon, dove stringe amicizia con il compagno di corso Garma Zabi. Due anni dopo, un incidente causato da una nave terrestre provoca rivolte tra i coloni di Zeon, sempre più insofferenti al governo federale. Cogliendo l'occasione, Char convince Garma a guidare i compagni cadetti in un'incursione contro la guarnigione federale di istanza a Zeon, soverchiando i militari e costringendoli alla resa. Nel frattempo le scoperte del professor Torenov Y. Minovsky imprimono una svolta al progetto per la realizzazione dei mobile suit. |                                                         |                                                      |
| 4  | IV: Eve of Destiny 「IV 運命の前夜」 - IV Unmei no zenya | 19 novembre 2016 (cinema) 9 dicembre 2016 (home video)  | 1º marzo 2017                                        |
| 4  | Identificato come l'istigatore di Garma, Char viene congedato da Dozle Zabi e inviato per qualche tempo sulla Terra, a Manaus. Qui incontra Lalah Sune, una giovane ragazza in possesso di strani poteri psichici, e la salva dai suoi sfruttatori, portandola infine al sicuro nello spazio con sé quando viene richiamato in servizio. Nel frattempo il dottor Minovsky decide di tradire Zeon per passare alla Federazione, ma l'incontro sulla Luna tra lo scienziato e il ricercatore di punta della Federazione, Tem Ray, è sabotato dai mobile suit di Zeon, che annientano i Guncannon federali e uccidono Minovsky. Tra i piloti di mobile suit figura, tra gli altri, Char. Dopo aver osservato la potenza dei nuovi robot nemici, Tem mette a punto il prototipo di mobile suit denominato "Gundam", i cui progetti vengono trovati dal figlio Amuro nel suo laboratorio sulla colonia di Side 7. Il 3 gennaio 0079, infine, il rinominato Principato di Zeon, dichiara guerra alla Federazione. |                                                         |                                                      |
| 5  | V: Clash at Loum 「V 激突 ルウム会戦」 - V Gekitotsu Rūmu kaisen | 2 settembre 2017 (cinema) 10 novembre 2017 (home video) | 20 dicembre 2017                                     |
| 5  | Il 3 gennaio U.C. 0079 Zeon dichiara guerra alla Federazione e riporta una serie immediata di successi che conducono alla cattura delle città lunari di Granada e Von Braun. Nello stesso giorno Zeon apre le ostilità contro la colonia allineata alla Federazione di Side 2, Hatte, e ne massacra gran parte della popolazione. Una settimana dopo, la colonia di Island Iffish viene fatta precipitare verso la capitale della Federazione, Jaburo; all'ingresso nell'atmosfera, tuttavia, la colonia si separa in tre parti, che colpiscono il Canada, il Pacifico e l'Australia, provocando disastri ambientali e carestie che sterminano metà della popolazione del pianeta. A causa del suo rifiuto di prendere parte all'Operazione British, Ramba Ral è retrocesso di grado e rimosso dal fronte. A Side 5, Loum, intanto, Sayla assiste alla morte di Teabolo e apprende dalla spia di Zeon Tachi O'Hara che suo fratello Casval è ancora vivo. La colonia diventa il nuovo terreno di scontro tra le flotte di Zeon e della Federazione, con Char che pilota il suo Zaku II rosso all'attacco del nemico.                                                                  |                                                         |                                                      |
| 6  | VI: Rise of the Red Comet 「VI 誕生 赤い彗星」 - VI Tanjō Akai Suisei | 5 maggio 2018 (cinema) 13 luglio 2018 (home video)      | 7 novembre 2018                                      |
| 6  | Il 23 gennaio U.C. 0079 le forze della Federazione e di Zeon si affrontano nei pressi di Loum. Grazie a un attacco combinato e a una brillante strategia, Zeon riporta una vittoria schiacciante e riesce a catturare il capo della flotta terrestre, l'ammiraglio Revil. Nonostante Degwin Zabi intenda siglare al più presto una tregua, Ghiren e Kycilia tramano segretamente per prolungare la guerra. Kycilia, in particolare, incarica il colonnello M'Quve di guidare la forza di invasione terrestre, della quale entra a far parte anche Garma, e fa liberare Revil da finti agenti della Federazione. Intanto, Sayla viene trasferita sulla colonia di Side 7 per continuare la sua carriera medica, e Char viene incaricato da Dozle di indagare sul progetto di creazione di nuovi mobile suit terrestri denominato "Operazione V". La ricerca lo porta a Side 7, dove la corazzata da trasporto Base Bianca si dirige per prendere in custodia il Gundam. Proprio mentre la Federazione e Zeon si preparano a siglare un armistizio, con un messaggio globale Revil afferma che Zeon ha esaurito le proprie risorse e incita i suoi concittadini a continuare a lottare. |                                                         |                                                      |

I sei OAV sono stati in seguito risuddivisi in una serie televisiva di 13 episodi, intitolata Mobile Suit Gundam: The Origin - Advent of the Red Comet (機動戦士ガンダム THE ORIGIN 前夜 赤い彗星?, Kidō senshi Gundam The Origin Zenya Akai Suisei) e trasmessa in Giappone dal 29 aprile al 12 agosto 2019 su NHK. La serie televisiva è stata distribuita in Italia da Crunchyroll.

## Accoglienza
Gundam - Origini è stato molto apprezzato e ha goduto di un grande successo. Rebecca Silverman di Anime News Network ha ritenuto l'opera «ben scritta, gradevolmente illustrata e piena di personaggi interessanti» e ha apprezzato l'approccio usato nel trattare il tema di adolescenti che scendono in guerra, definendo realistiche le reazioni dei protagonisti, specialmente di Amuro: un ragazzo che «cerca di gestire le responsabilità da adulto che gli vengono addossate». Silverman ha inoltre affermato che la storia può essere apprezzata sia dai fan di Gundam che da coloro che non hanno una conoscenza pregressa del franchise. Per Ollie Barder di Forbes, Yasuhiko è stato in grado di catturare nel manga lo spirito della serie anime originale e anche i molti cambiamenti effettuati danno l'impressione di essere il risultato di attenta ponderazione, profonda comprensione e sincero attaccamento per la storia. Questo, congiuntamente all'indiscusso talento di Yasuhiko come artista, l'ha portato a definire il prodotto finito come «uno dei manga meglio illustrati e narrati degli ultimi tempi». Joseph Luster di Otaku USA ha lodato le scene di azione e di battaglia per «riuscire a rimanere chiare nonostante una quantità incredibile di dettagli». Jason Thompson gli assegna quattro stelle su quattro, giudicandone i personaggi espressivi e convincenti, le scene di azione entusiasmanti e l'ambientazione fantascientifica più convincente e dettagliata della serie anime originale. Il fumetto è risultato vincitore del premio Seiun 2012 nella categoria per il miglior manga.
L'anime ha venduto 152 610 copie in Giappone nel 2015, stabilendosi al quarto posto nella lista annuale delle serie per numero di vendite in DVD e Blu-ray.